# Kumrovec
Kumrovec est un village et une municipalité située dans le comitat de Krapina-Zagorje, en Croatie. Au recensement de 2001, la municipalité comptait 1 854 habitants, dont 96,01 % de Croates et le village seul comptait 304 habitants. C'est aussi le lieux de naissance du Maréchal communiste de la Yougoslavie, Tito.

## Géographie
Kumrovec est situé à environ 45 km de Zagreb, à proximité de la frontière entre la Croatie et la Slovénie.

## Histoire
L'origine du nom de Kumrovec est incertaine. Selon une première hypothèse, il viendrait du mot kumerni qui fait référence aux gens pauvres et misérables, comme les seigneurs de Cesargrad appelaient leurs serfs. Selon une autre hypothèse, le nom du village viendrait du mot celte kumr qui signifie « boue », qui décrivait bien l'état des routes le long de la rivière Sutla dans l'antiquité.
Le nom de Kumrovec est mentionné pour la première fois - dans des sources écrites datant de 1463 - comme une partie du fief des seigneurs de Cesargrad, qui dépendaient des comptes de Celje.
Le Maréchal Tito y est né le 7 Mai 1892.

## Localités et administration
La municipalité de Kumrovec compte 10 localités :
| - Donji Škrnik - Dugnjevec - Kladnik - Kumrovec - Podgora | - Ravno Brezje - Razdrto Tuheljsko - Razvor - Risvica - Velinci |

Les maires de la commune ont été : 
- Milivoj Prekratić (2005-2009)
- Robert Šplajt
- Dragutin Ulama.

## Démographie
| 1857 | 1869 | 1880 | 1890 | 1900 | 1910 | 1921 | 1931 | 1948 |
| ---- | ---- | ---- | ---- | ---- | ---- | ---- | ---- | ---- |
| 214  | 226  | 235  | 242  | 250  | 259  | 278  | 260  | 264  |

| 1953 | 1961 | 1971 | 1981 | 1991 | 2001 | 2011 | 2021 | - |
| ---- | ---- | ---- | ---- | ---- | ---- | ---- | ---- | - |
| 267  | 275  | 291  | 328  | 303  | 304  | 267  | 245  | - |

| 1857  | 1869  | 1880  | 1890  | 1900  | 1910  | 1921  | 1931  | 1948  |
| ----- | ----- | ----- | ----- | ----- | ----- | ----- | ----- | ----- |
| 1 999 | 2 248 | 2 425 | 2 596 | 2 616 | 2 920 | 2 778 | 2 739 | 2 595 |

| 1953  | 1961  | 1971  | 1981  | 1991  | 2001  | 2011  | 2021  | - |
| ----- | ----- | ----- | ----- | ----- | ----- | ----- | ----- | - |
| 2 459 | 2 246 | 2 174 | 1 981 | 1 914 | 1 854 | 1 588 | 1 412 | - |

## Tourisme

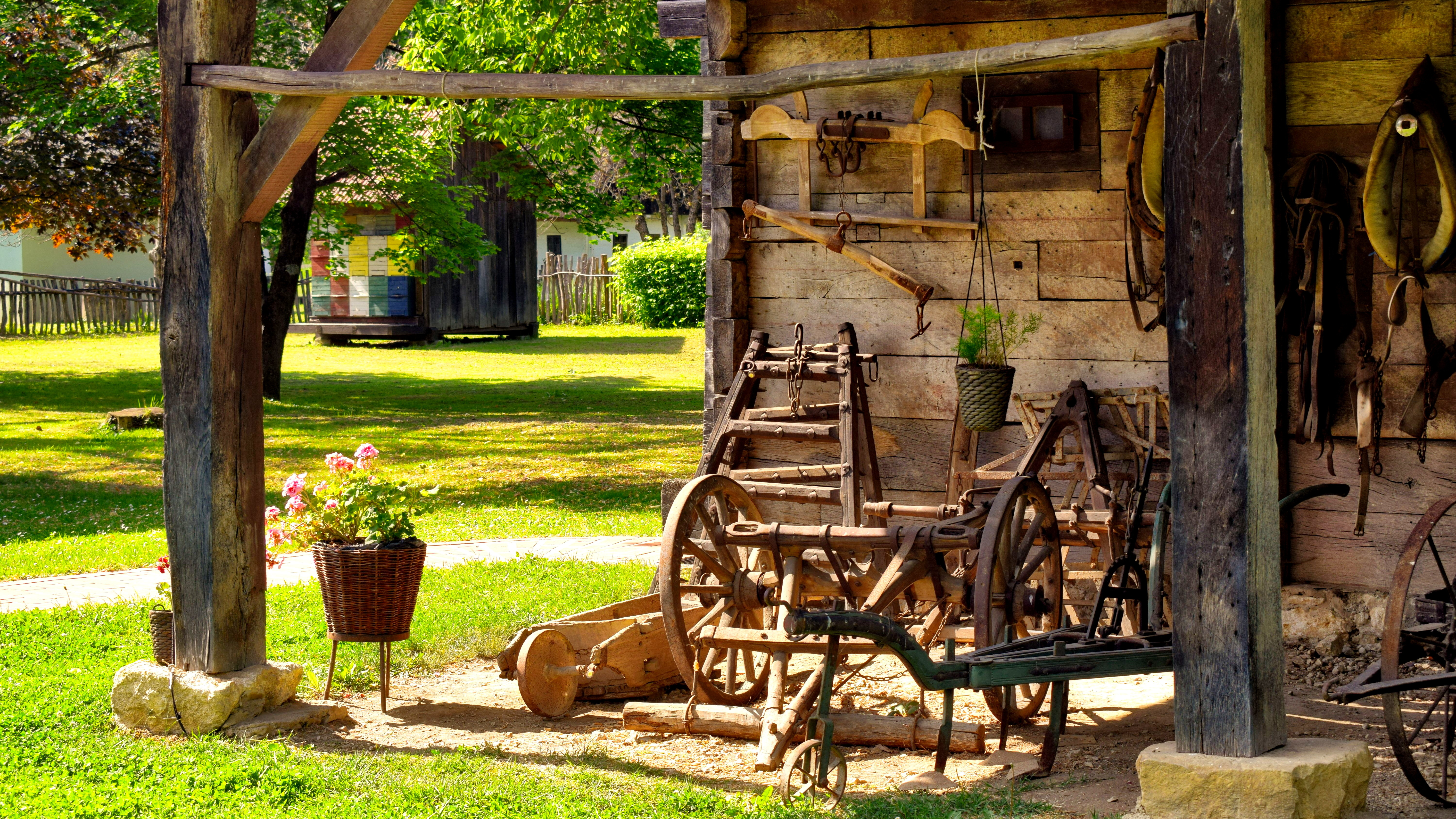
Le musée du vieux village à Kumrovec. Mai 2017.

Le musée ethnographique en plein air de Kumrovec, Staro Selo Museum, présente constructions, outillages et coutumes typiques d'un vieux village de la région.

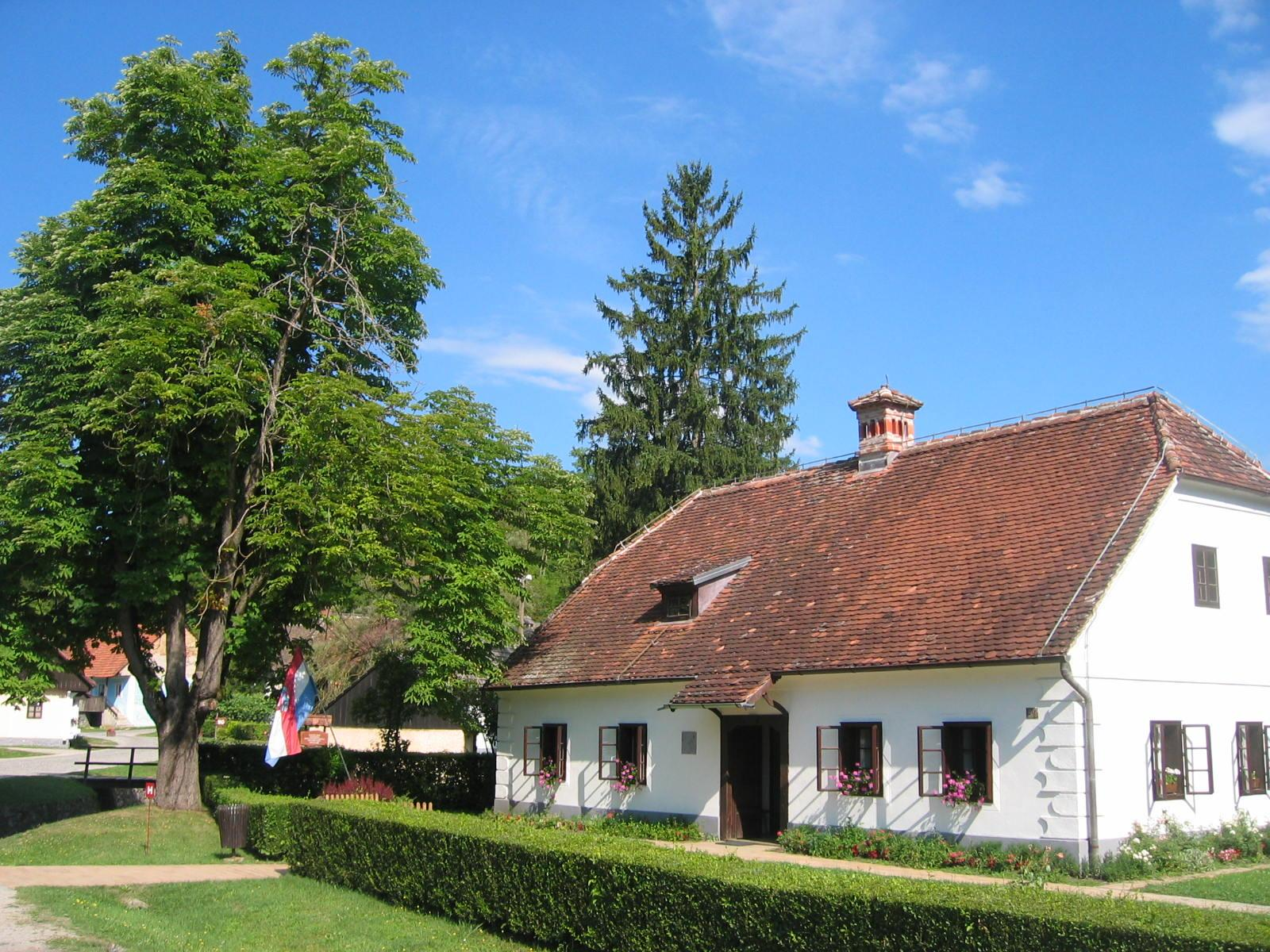
La maison natale du maréchal Tito.

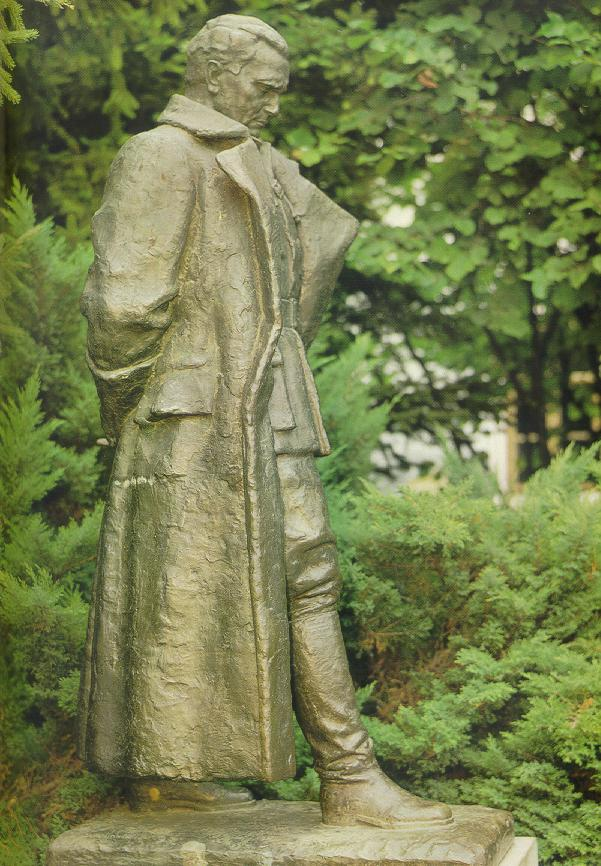
Statue du maréchal Tito.

Kumrovec est connu pour être le lieu de naissance de Josip Broz Tito, ancien président de la république fédérative socialiste de Yougoslavie.

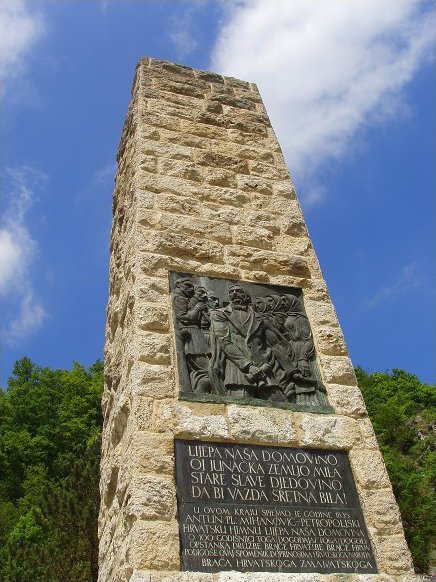
Mémorial du centenaire de l'hymne croate entre Kumrovec et Klanjec.